# L'Échange (bande dessinée)
Pour les articles homonymes, voir L'Échange.
L'Échange est une bande dessinée réalisée par Frank Giroud (scénario) et Alain Mounier (dessinateur), appartenant à la série Le Décalogue, et éditée en 2002 par Glénat.
C'est le sixième tome de la série.

## Description

### Résumé
Alice Fleury est la fille (unique) d'Heba et Philippe Fleury. En 1902, à New York, elle fête ses vingt ans et rencontre Soghomon Zakarian, qui deviendra son mari et le père de son fils Missak (cf. Le Vengeur). L'Échange traite de la recherche par Alice de ses origines ; Nahik l'aide indirectement dans cette entreprise. Avec Soghomon, elle finit par voyager dans l'Arménie natale de celui-ci, ce qui fait transition avec le début de l'épisode Le Vengeur.
En 1882, Alice naît sur le Fast Bell, bateau assurant la traversée transatlantique. Le navire fait naufrage peu après la naissance d'Alice. Heba, Philippe et Alice Fleury ainsi que les Santoni (rencontrés sur le navire) survivent à ce naufrage.

### Personnages
- Alice Fleury.
- Soghomon Zakarian.
- Heba et Philippe Fleury.
- Firouz et Frédéric Santoni.

## De nouveaux indices sur Nahik
Au fur et à mesure que la série Le Décalogue progresse, on en apprend un peu plus sur Nahik. Si l'on ignore encore tout sur Alan D. (dont le nom est imprimé sur le dos du livre), quelques informations sont révélées sur le fameux Fernand Desnouettes dont les aquarelles illustrent l'ouvrage. Au cours de l'histoire, Alice Fleury reçoit de sa mère un Dictionnaire illustré des peintres et sculpteurs de la Révolution française, qui comporte une biographie de ce peintre.

### Biographie de Fernand Desnouettes
Ce natif de Saint-Vivien-de-Médoc fut dans sa jeunesse pétri de l'esprit des Lumières et passionné de peinture. Il entra en 1779 à l'École royale des élèves protégés pour suivre une formation artistique, ce qui lui permit de fréquenter l'atelier de Jacques-Louis David, qui l’influença à ses débuts. À 23 ans, il voyagea en Italie pour parfaire sa connaissance des arts ; visitant le sud de la péninsule et la Sicile, il tomba amoureux de la civilisation arabe. C'est ainsi qu'il fit plusieurs séjours entre 1788 et 1791 (dont un en Algérie), où il étudia l'architecture maure et réalisa des carnets de voyage illustrés de ses aquarelles. De retour à Paris sous la Constituante, il s'intéressa aussi à l’œuvre révolutionnaire et obtint un poste au Conservatoire du muséum (futur Musée du Louvre). Il en profita pour changer son nom de "des Nouettes" en "Desnouettes", plus démocratique. Marqué par la violence politique sous la Terreur et la Réaction thermidorienne, il se désintéressa des affaires publiques. Grâce à ses liens privilégiés avec le peintre David, il accompagna Napoléon Bonaparte en Italie, puis en Égypte. Depuis Le Caire, il monta une expédition ayant pour objectif d'explorer un site paléo-islamique près de Kôm Ombo, où il disparut mystérieusement en août 1798.

## Publications en français

### Albums
- Glénat, 2002  (ISBN 978-2-7234-3438-6)